# Crash (serie de televisión surcoreana)
Crash (en hangul, 크래시) es una serie de televisión surcoreana dirigida por Park Joon-woo y protagonizada por Lee Min-ki, Kwak Sun-young, Heo Sung-tae, Lee Ho-chul y Moon Hee. Se emitió por el canal ENA desde el 13 de mayo hasta el 18 de junio  de 2024, en horario de lunes y martes a las 22:00 (hora local coreana). Se lanzó simultáneamente en Genie TV y Genie TV Mobile. También está disponible en la plataforma Disney+ para algunos países del mundo, donde se fueron sirviendo igualmente desde el 13 de mayo, los lunes y martes a las 21:30 horas.

## Sinopsis
La serie sigue las vicisitudes del equipo de investigación de delitos de tráfico, delitos que se vuelven cada vez más sofisticados, y que pueden ser fraudes de seguros, conducción a altísima velocidad, casos de atropello y fuga, conducción por venganza, autolesiones, chantajes y destrozos de gánsteres. Son todos delitos que pueden ocurrir en vías donde la gente común pasa mucho tiempo, y que dan lugar a historias desgarradoras de daños y lesiones.

## Reparto

### Principal
- Lee Min-ki como Cha Yeon-ho, el nuevo director del equipo de investigación de delitos de tráfico (TCI).  Es un graduado de KAIST, una de las mejores universidades surcoreanas. Cuenta con excelentes calificaciones y numerosos certificados relacionados con la investigación de delitos de tránsito; además, tiene la capacidad de simular el momento de un accidente con agudas habilidades analíticas y de razonamiento basadas en relaciones de causa y efecto. Sin embargo, carece de habilidades sociales y es incapaz de conducir.[5][6][7]
- Kwak Sun-young como Min So-hee, la jefa del TCI y un as que puede resolver los casos que emprende con su persistencia y perseverancia únicas. También es un experto en la investigación de delitos de tránsito, con agilidad natural, habilidades en artes marciales aprendidas en combate y habilidades de conducción que le permiten conducir un automóvil con tanta libertad como maneja un juguete.[5][6][8]
- Heo Sung-tae como Jeong Chae-man, líder del equipo del TCI. Veterano detective de homicidios, fue la persona que se dio cuenta de las lagunas jurídicas y la falta de un sistema en la investigación de delitos de tráfico cada vez mayor, y que por eso creó el TCI. A veces sorprende a quienes lo rodean con su elocuente discurso, cuando explica eventos y situaciones utilizando antiguos modismos y viejos poemas que ha desarrollado a través de una gran cantidad de lecturas.[5][6][9]
- Lee Ho-chul como Woo Dong-gi, un especialista en automóviles que se convirtió en oficial de policía después de que Chae-man lo notara mientras trabajaba como maestro de una cafetería de automóviles. Es un experto que puede analizar qué tipo de automóvil es y dónde fue tuneado con solo mirar la silueta del automóvil en las cámaras de seguridad callejeras y escuchar el sonido del motor.[5][10][11]
- Moon Hee como Eo Hyeon-gyeong, la componente más joven del TCI. Tiene una enorme cantidad de habilidades en artes marciales internas, ya que se ha entrenado en taekwondo, judo y boxeo.[5][10][11]

### Secundario
- Baek Hyun-jin como Gu Kang-mo, el jefe de la comisaría de Namgang a la que pertenece el equipo TCI; es un hombre que está lleno de ambición y obsesionado con los ascensos.[12]
- Yoo Seung-mok como Min Long-jian, el padre de Min So-hee, taxista.[12]
- Oh Eui-sik como Tae-joo Lee, jefe del departamento de investigación de delitos graves de la Agencia Nacional de Policía. Es un hombre con excelentes habilidades de investigación.[13][14]
- Bae Yoo-ram como Jeong Ho-gyu, un hombre que comete un asesinato brutal.[15]
- Park Ji-ah como Park Hyeon-jeong.
- Go Eun-min como Lee Hyun-soo.
- Ha Seong-gwang como Lee Jeong-seop, el padre de Lee Hyun-soo.[16]
- Lee Gyu-won como Jo Seok-tae
- Shim So-young como dueña de restaurante, chamana y madre de Kim Min-ju.[17]
- Kang Ki-doong como Park Pyo-wook.[16]

### Apariciones especiales
- Lee Na-eun como Kim Min-ju, una víctima.[18]

## Producción
El desarrollo de la serie corrió a cargo de KT Studio Genie. Está producida por AStory. En la redacción del guion, varios episodios de la obra se basaron en hechos reales.
La serie está escrita por Oh Soo-jin y dirigida por Park Joon-woo, quien también dirigió la primera temporada de Model Taxi. Precisamente la aparición de la excomponente de April Lee Na-eun en algunos episodios se debe a su relación con el director, con quien ya había trabajado previamente.Al comentar las elecciones hechas para el reparto, Park llamó la atención sobre el hecho de que había asignado papeles de personajes positivos a dos actores, Heo Sung-tae y Lee Ho-chul, caracterizados muy frecuentemente como los villanos de la trama en otras producciones, y que el resultado fue muy satisfactorio. En cuanto a Kwak Sun-young, el mismo Park declaró: «quería sugerir un papel de chica enamorada cuya cara bonita contrasta con su habilidad automovilística y su acción impactante». Para el rodaje de las escenas de acción se contó con el soporte de un equipo de artes marciales.

### Promoción
El 21 de marzo de 2024 ENA divulgó la fecha de primera emisión y un primer avance de la serie, que muestra algunas escenas de persecución de coches. Cinco días después difundió asimismo algunas imágenes de la lectura del guion. El 22 de abril Disney+ lanzó los dos primeros carteles y el primer vídeo avance de la serie. Al día siguiente ENA publicó el avance principal, que presenta a los protagonistas y contiene pistas sobre el primer caso que resuelven.

## Recepción
Crash comenzó con un índice de audiencia del 2,2 % en el primer episodio; creció paulatinamente hasta el 3% en el segundo episodio, el 3,8% en el tercero, y el 4,1% en el cuarto y quinto, consolidándose así como una producción emergente entre las series de lunes y martes. El episodio 8 superó el 6 % en Seúl, y el n.º 10 llegó al 6,3 % nacional. Este no solo fue el primer lugar en el mismo horario en todos los canales, sino también el segundo lugar entre las miniseries en todos los canales durante la semana. Tal carrera ascendente, en la que el décimo episodio triplicaba los resultados del primero, hizo nacer la expectativa de si sería capaz de superar la barrera del 10 %. En todo caso, el gran éxito obtenido la sitúa como la segunda más vista del canal ENA en toda su, hasta la fecha, breve historia.
Otro elemento resaltado por la prensa especializada es que había logrado estos resultados sin recurrir al nombre y la imagen de los actores, y sin desarrollar una trama romántica entre ellos, sino centrándose con realismo en el novedoso tema de la investigación de delitos de tráfico. Para obtener ese realismo, el guion se escribió basándose en los consejos de la policía de tráfico y los registros de varios casos reales. Es la misma fórmula de éxito que usó el director Park Joon-woo en Model Taxi. Un elemento destacado también consistió en la espectacularidad de las escenas de acción, con persecuciones de coches que no son habituales en las series coreanas. Otros elementos que contribuyeron al buen resultado, según los comentarios que llegaban de los espectadores, fueron las actuaciones del reparto, el relato del crecimiento del protagonista Yeon-ho, y el equilibrio entre el mensaje de que los delincuentes son castigados y la inclusión de notas humorísticas que lo aligeran.

### Índices de audiencia
| Temporada | Temporada | Episodio número | Episodio número | Episodio número | Episodio número | Episodio número | Episodio número | Episodio número | Episodio número | Episodio número | Episodio número | Episodio número | Episodio número | Promedio |
| Temporada | Temporada | 1               | 2               | 3               | 4               | 5               | 6               | 7               | 8               | 9               | 10              | 11              | 12              | Promedio |
| --------- | --------- | --------------- | --------------- | --------------- | --------------- | --------------- | --------------- | --------------- | --------------- | --------------- | --------------- | --------------- | --------------- | -------- |
|           | 1         | 453             | 730             | 862             | 972             | 911             | 1129            | 1162            | 1265            | 1166            | 1375            | 1218            | 1472            | 1060     |

| Episodio | Fecha de emisión    | Índices de audiencia (Nielsen Korea) | Índices de audiencia (Nielsen Korea) |
| Episodio | Fecha de emisión    | Nacional                             | Seúl                                 |
| --- | ------------------- | ------------------------------------ | ------------------------------------ |
| 1 | 13 de mayo de 2024  | 2,232 % (2.ª)                        | 2,640 % (2.ª)                        |
| 2 | 14 de mayo de 2024  | 3,039 % (2.ª)                        | 3,016 % (2.ª)                        |
| 3 | 20 de mayo de 2024  | 3,801 % (2.ª)                        | 4,087 % (2.ª)                        |
| 4 | 21 de mayo de 2024  | 4,084 % (2.ª)                        | 4,197 % (2.ª)                        |
| 5 | 27 de mayo de 2024  | 4,116 % (2.ª)                        | 4,340 % (2.ª)                        |
| 6 | 28 de mayo de 2024  | 5,035 % (2.ª)                        | 5,269 % (2.ª)                        |
| 7 | 3 de junio de 2024  | 5,076 % (1.ª)                        | 5,382 % (1.ª)                        |
| 8 | 4 de junio de 2024  | 5,870 % (1.ª)                        | 6,167 % (1.ª)                        |
| 9 | 10 de junio de 2024 | 5,427 % (1.ª)                        | 5,685 % (1.ª)                        |
| 10 | 11 de junio de 2024 | 6,300 % (1.ª)                        | 6,572 % (1.ª)                        |
| 11 | 17 de junio de 2024 | 5,454 % (1.ª)                        | 5,518 % (1.ª)                        |
| 12 | 18 de junio de 2024 | 6,619 % (1.ª)                        | 6,943 % (1.ª)                        |
| Promedio | Promedio            | 4,754 %                              | 4,985 %                              |
| - En la tabla superior, los números azules representan las calificaciones más bajas y los números rojos representan las más altas. - Esta serie se transmite en un canal de cable/televisión de pago, que normalmente tiene una audiencia menor respecto a las emisoras de televisión públicas/gratuitas (KBS, SBS, MBC y EBS). |                     |                                      |                                      |